# San Fili
San Fili é uma comuna italiana da região da Calábria, província de Cosenza, com cerca de 2.559 habitantes. Estende-se por uma área de 20 km², tendo uma densidade populacional de 128 hab/km². Faz fronteira com Marano Principato, Montalto Uffugo, Paola, Rende, San Lucido, San Vincenzo La Costa.

## Demografia
| Variação demográfica do município entre 1861 e 2011                               |
|                                                                                   |
| Fonte: Istituto Nazionale di Statistica (ISTAT) - Elaboração gráfica da Wikipedia |